# Andrzej Janeczek (1882–1958)
Andrzej Janeczek (ur. 30 listopada 1882 w Czechowicach w powiecie rawskim, zm. 20 lutego 1958 w Łodzi) – działacz socjalistyczny, komunistyczny i związkowy.

## Życiorys
Skończył szkołę podstawową i praktykował w zawodzie tkacza w Pabianicach, w 1904 wcielony do rosyjskiej armii i wysłany na front wojny z Japonią. Po powrocie wstąpił do PPS w Łodzi. W 1914 zmobilizowany do rosyjskiego wojska, dostał się do niemieckiej niewoli, z której wrócił w 1918. Pracował na robotach publicznych, potem w fabrykach włókienniczych. Zaczął organizować komórki komunistyczne, za co w 1923 został wydalony z PPS. Wstąpił do KPP i działał w niej do likwidacji partii w 1938. 
Wiele razy był zwalniany z pracy za organizowanie strajków i działalność komunistyczną. W 1932 był współorganizatorem i został przewodniczącym Związku Zawodowego Robotników i Robotnic Fabrycznych Przemysłu Włókienniczego w Łodzi. 29 marca 1933 aresztowany za działalność komunistyczną i skazany na 3 lata więzienia. Podczas okupacji wywieziony na roboty przymusowe do kamieniołomów, skąd zbiegł w 1941. W 1942 wstąpił do PPR i został sekretarzem komórki fabrycznej. 29 kwietnia 1943 został aresztowany i wysłany do obozu koncentracyjnego w Buchenwaldzie, skąd wrócił w czerwcu 1945. 
Skierowany do pracy w łódzkim WUBP, zrezygnował z powodu stanu zdrowia. Pracował w Straży Przemysłowej centrali Tekstylnej. Działał w PPR/PZPR. 
Odznaczony Orderem Sztandaru Pracy II klasy.